# Netishyn
Netishyn (em ucraniano:   Нетішин; em russo:   Нетешин; em polonês/polaco:   Niecieszyn) é uma cidade da Ucrânia, situada no Oblast de  Khmelnytski. Tem 24,67 km² de área e sua população em 2020 foi estimada em 36.746 habitantes.